# Формошика
Формошика, Вале Формошика, Фрумушика — річка в Україні у Болградському районі Одеської області. Ліва притока річки Чаги (басейн Чорного моря).

## Опис
Довжина річки 18 км, похил річки 4,8 м/км, площа басейну водозбору 55,4 км². Формується декількома струмками та загатами. На деяких ділянках річка пересихає. На річці є природні джерела, зоопарк Фрумушика та Тарутинський степ.

## Розташування
Бере початок на південно-східній стороні від села Семисотки. Тече переважно на південний захід через села Василівку та Новомирне і впадає в річку Чагу, ліву притоку річки Когильника.